# 萊舍沃
55°24′N 49°33′E / 55.400°N 49.550°E
萊舍沃（俄语：Лаишево）是俄羅斯韃靼斯坦共和國西部的一個城市，位於卡馬河（古比雪夫水庫）右岸，位於首府喀山東南60公里。2002年人口7,730人。
1557年建立，1781年設市，1926年被撤。2004年復設。